# فابيو سيكاريلي
فابيو سيكاريلي (بالإيطالية: Fabio Ceccarelli)‏ هو لاعب كرة قدم إيطالي في مركز الهجوم، ولد في 7 فبراير 1983 في روما في إيطاليا. لعب مع كييفو فيرونا ونادي تريفيزو ونادي فوجيا.

## وصلات خارجية
- فابيو سيكاريلي على موقع قاعدة بيانات كرة القدم.إي يو (الإنجليزية)
- فابيو سيكاريلي على موقع Soccerway.com (الإنجليزية)